# Pristimantis glandulosus
Espèce
Synonymes
- Hylodes glandulosus Boulenger, 1880
- Eleutherodactylus glandulosus (Boulenger, 1880)

Statut de conservation UICN

 EN B1ab(iii) : En danger
Pristimantis glandulosus est une espèce d'amphibiens de la famille des Craugastoridae.

## Répartition
Cette espèce est endémique de la province de Napo en Équateur. Elle se rencontre entre 2 105 et 2 890 m d'altitude sur le versant Est de la cordillère Orientale.

## Publication originale
- Boulenger, 1880 : Reptiles et Batraciens recueillis par M. Emile de Ville dans les Andes de l'équateur. Bulletin de la Société Zoologique de France, vol. 5, p. 41-48 (texte intégral).